# مستوى غذائي

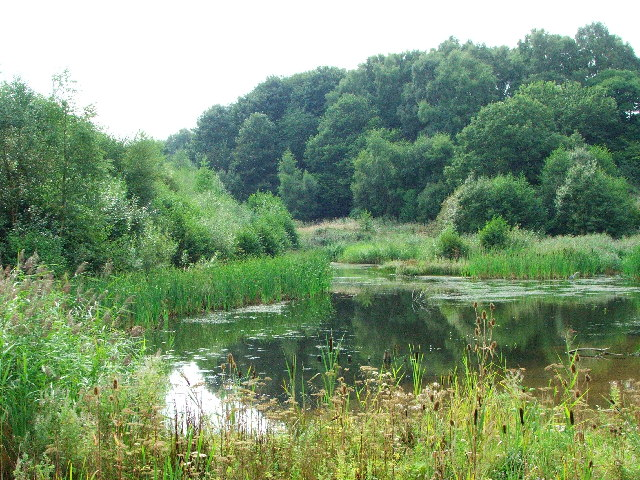

المستوى الغذائي لكائن حي هو الموقع الذي يشغله في سلسلة الغذاء. سلسلة الغذاء هي تعاقب كائنات حية تأكل كائنات حية أخرى والتي ربما تُؤكل من قبل أخرى. المستوى الغذائي لكائن حي هو عدد المستويات التي تفصله عن بداية السلسلة الغذائية. تبدأ السلسة الغذائية في المستوى الغذائي الأول الذي يتكون من المنتِجات الأولية كالنباتات، وتنتقل إلى الحيوانات العاشبة في المستوى الثاني، والحيوانات اللاحمة في المستوى الثالث أو أعلاه، وتنتهي عادةً عند المفترسات العلوية في المستوى الرابع أو الخامس. يشكل الطريق المار بالسلسلة الغذائية إما مجرى ذا اتجاه واحد أو «شبكة» غذائية. تشكل المجتمعات البيئية ذات التنوع الحيوي الأكبر مستويات غذائية أكثر تعقيدًا.

## نبذة تاريخية
طوّر العالم ريموند لندمان (1942) مفهوم المستوى الغذائي مستندًا إلى مصطلحات أوغست ثينمان (1926): «المنتِجات» و«المستهلكات» و«المُرجعات» (عدّلت من قبل لندمان لتصبح «المُحلِّلات»).

## نظرة عامة
تحصل الكائنات الحية على الغذاء من خلال ثلاث طرق رئيسية كمنتِجات ومستهلكات ومحللات.
- المنتِجات (ذاتية التغذية) هي بشكل نموذجي نباتات أو طحالب. لا تأكل النباتات والطحالب عادة الكائنات الحية الأخرى لكنها تسحب المغذيات من التربة والمحيط وتصنّع غذائها الخاص بعملية التركيب الضوئي. لهذا السبب سُميت بالمنتِجات الأولية، ولذلك تعتبر أشعة الشمس مصدر الطاقة الأساسي الذي يغذي قاعدة السلسلة الغذائية.[4] الاستثناء الوحيد يشاهد في الأنظمة البيئية المائية الحارة في أعماق البحار، حيث لا يوجد ضوء الشمس. هنا تصنّع المنتِجات الأولية الغذاء بعملية تدعى التمثيل الكيميائي.[5]

- المستهلكات (غيرية التغذية) هي أصناف لا تستطيع تصنيع غذائها بنفسها وتحتاج لاستهلاك كائنات أخرى. تُدعى الحيوانات التي تأكل الكائنات المنتجة (كالنباتات) بالحيوانات العاشبة. تُدعى الحيوانات التي تأكل حيوانات أخرى بالحيوانات اللاحمة، وتُدعى الحيوانات التي تأكل النباتات والحيوانات الأخرى بالقوارت.

- تفكك المحلّلات (الكانسات) النباتات الميتة ومواد الحيوانات وفضلاتها وتطلقها مجددًا إلى النظام البيئي على شكل طاقة وعناصر غذائية لإعادة استخدامها. تتغذى الكائنات المحلّلة كالبكتيريا والفطريات على الفضلات والمواد الميتة، محوّلةً إياها إلى مواد كيميائية غير عضوية يمكن أن يعاد استخدامها مجددًا من قبل النباتات كمغذيات معدنية.

يمكن تمثيل المستويات الغذائية بشكل أرقام بدءًا بالنباتات في المستوى 1. تُرقّم المستويات الغذائية الأخرى تباعًا بحسب موقع الكائن الحي ضمن السلسلة الغذائية.
- المستوى 1: تصنع النباتات والطحالب غذاءها بذاتها وتدعى بالمنتِجات.
- المستوى 2: تأكل الحيوانات العاشبة النباتات وتدعى بالمستهلكات الأولية.
- المستوى 3: تدعى الحيوانات اللاحمة التي تأكل الكائنات العاشبة بالمستهلكات الثانوية.
- المستوى 4: تدعى الحيوانات اللاحمة التي تأكل الحيوانات اللاحمة الأخرى بالمستهلكات الثالثية.

المفترسات العليا بالتعريف هي الكائنات التي ليس لها مفترس وتحتل قمة سلسلتها الغذائية.
تحوي الأنظمة البيئية الحقيقية أكثر من سلسلة غذائية واحدة لمعظم الكائنات، لأن معظم هذه الكائنات تأكل أكثر من نوع واحد من الغذاء أو تُفترس من قبل أكثر من نوع واحد من المفترسات. يدعى المخطط الذي يظهر الشبكة المعقدة لسلاسل الغذاء المتقاطعة والمتداخلة في النظام البيئي بالشبكة الغذائية. لا تحتوي الشبكات الغذائية عادة على الكائنات المحلّلة، لكن في حال تضمنتها، فهي للإشارة إلى نهاية السلسلة الغذائية. وبذلك فإن الشبكات الغذائية تبدأ بالمنتِجات الأولية وتنتهي بالكائنات المحللة. وبما أن الكائنات المحللة تُعيد تدوير المغذيات لتُستخدم مجددًا من قبل المنتجات الأولية، فهي تعتبر أحيانًا أنها تشغل مستواها الغذائي الخاص. ، ويؤثر التغير في مستويات المفترسات العليا على مستويات غذائية أدنى، وهو ما يُعرف بـالشلال الغذائي.
قد يتنوع المستوى الغذائي لصنف ما في حال كان يمتلك الخيار في ما يتعلق بحميته الغذائية. عمليًا، كل النباتات والعوالق البحرية النباتية ذاتية التغذية بشكل تام وتقع تمامًا في المستوى 1.0. يقع العديد من الديدان تقريبًا في المستوى 2.1؛ والحشرات في المستوى 2.2؛ وقناديل البحر في المستوى 3.0؛ والطيور في المستوى 3.6. في دراسة أُجريت عام 2013، قدِّر المستوى الغذائي الوسطي للبشر بـ 2.21، وهو مشابه للمستوى الخاص بالخنازير أو سمكة البلمية. هذه ليست إلا قيمة وسطية، فمن الواضح أن العادات الغذائية للإنسان القديم والمعاصر معقدة وشديدة التنوع. على سبيل المثال، بالنسبة لشخص تقليدي من الإسكيمو يعيش على حمية تتضمن لحم الفقمة بشكل رئيسي، فإن المستوى الغذائي له يقارب 5.

## كفاءة نقل الكتلة الحيوية
بشكل عام، يرتبط كل مستوى غذائي بالمستوى الواقع دونه عن طريق امتصاص البعض من الطاقة التي يستهلكها، وبهذا يمكن الاعتبار أنه مستند إلى المستوى الغذائي الأدنى منه مباشرةً أو معتمد عليه. يمكن إنشاء مخططات للسلاسل الغذائية لتوضيح كمية الطاقة التي تتحرك من مستوى غذائي واحد إلى المستوى التالي في السلسلة الغذائية؛ ندعو هذا بهرم الطاقة. يمكن أيضًا اعتبار أن الطاقة التي تنقل بين المستويات تقارب نقل الكتلة الحيوية، وبذلك يمكن أيضًا اعتبار أهرامات الطاقة على أنها أهرامات للكتلة الحيوية، عند الأخذ بعين الاعتبار كمية الكتلة الحيوية في المستويات الأعلى الناتجة من الكتلة الحيوية المستهلكة في المستويات الأدنى. على الرغم من ذلك، عندما تنمو المنتِجات الأولية بسرعة وتستهلك بسرعة، يمكن للكتلة الحيوية المقاسة في لحظة من الزمن أن تكون منخفضة؛ فعلى سبيل المثال، كتلة العوالق النباتية (منتِجات) يمكن أن تكون منخفضة مقارنة بكتلة العوالق الحيوانية (مستهلكات) في نفس المنطقة من المحيط.
تدعى الكفاءة التي يجري من خلالها نقل الطاقة أو الكتلة الحيوية من مستوى غذائي واحد إلى المستوى الذي يتلوه بالكفاءة البيئية. تحوّل المستهلكات في كل مستوى وسطيًا قرابة 10% فقط من الطاقة الكيميائية في غذائها إلى أنسجتها العضوية (قانون العشرة بالمئة). ولهذا السبب، من النادر أن تستمر السلاسل الغذائية لأكثر من 5 أو 6 مستويات. في أدنى مستوى غذائي (أسفل السلسلة الغذائية)، تحوِّل النباتات نحو 1% من ضوء الشمس الذي تتلقاه إلى طاقة كيميائية. ينجم عن ذلك أن الطاقة الكلية المقدمة من أشعة الشمس العمودية والتي تُحتوى في النهاية في المستهلكات الثالثية تمثل نحو 0.001%.

## التطور
يتطور كل من عدد المستويات الغذائية ودرجة تعقيد العلاقات بينها مع تنوع الحياة عبر الزمن، والاستثناء الوحيد هو حوادث الانقراض الجماعية المتفرقة.

## المستويات الغذائية الجزئية
تعبّر الشبكات الغذائية بشكل كبير عن الأنظمة البيئية، وتعبّر المستويات الغذائية عن موقع الكائنات الحية ضمن الشبكات. لكن هذه المستويات الغذائية ليست دائمًا أعدادًا تامة بسيطة، لأن الكائنات الحية غالبًا ما تتغذى على أكثر من مستوى غذائي واحد. فعلى سبيل المثال، بعض الحيوانات اللاحمة تأكل الأعشاب أيضًا، وبعض النباتات هي لواحم. قد يأكل الحيوان اللاحم الكبير لواحمَ أصغر وحيوانات عاشبة؛ فالوشق يأكل الأرانب، لكن أسد الجبال يأكل كلًا من الوشق والأرانب. تستطيع الحيوانات أيضًا أن تأكل بعضها البعض، فضفدع الثور يأكل جراد المياه العذبة، وجراد المياه العذبة يأكل ضفادع الثور الصغيرة. يمكن للعادات الغذائية للحيوانات اليافعة أن تتغير مع نموها.
حدد عالم الثروات السمكية دانييل باولي قيم المستويات الغذائية لتساوي الواحد بالنسبة للنباتات وبقايا تحلل الكائنات، واثنين للكائنات العاشبة وآكلات الحتات (مستهلكات أولية)، وثلاثة للمستهلكات الثانوية وهكذا دواليك